# Elaine Cassidy
Elaine Cassidy (Kilcoole, 31 dicembre 1979) è un'attrice irlandese.

## Biografia
Elaine Cassidy è nata a Kilcoole (nella contea di Wicklow, Irlanda). Ha iniziato a recitare all'età di cinque anni nella parte di Pinocchio in una recita scolastica. Nel 1996 è stata nominata come miglior attrice promettente al Geneva Film Festival per la parte interpretata nel film Il marchio della strega (The Sun, the Moon and the Stars). Ha raggiunto il successo nel film Il viaggio di Felicia con Bob Hoskins. Per il ruolo interpretato è stata nominata come miglior attrice al 20° Genie Awards. Per la parte interpretata in Disco Pigs ha vinto, nel 2003, l'IFTA Award come miglior attrice. È stata nominata fra le migliori attrici televisive nell'IFTA del 2005 per la parte interpretata nella miniserie inglese Fingersmith.
Elaine è anche un'attrice teatrale: nel 2006 ha recitato nel dramma teatrale The Crucible con la Royal Shakespeare Company e nel here Came A Gypsy Riding al Teatro Almeida nel 2007. È inoltre apparsa nel video musicale della canzone The Scientist dei Coldplay.
Nel 2007 gira a Firenze la fiction per ITV A Room with a View, remake del film Camera con vista di James Ivory, sotto la direzione di Nicholas Renton. 

## Vita privata
È sposata con l'attore Stephen Lord che ha incontrato sul set del film The Truth. Hanno avuto due figli: Kila (2009) e Lynott (2013). Vivono a Greenwich, vicino a Londra.

## Filmografia

### Cinema
- Il marchio della strega (The Sun, the Moon and the Stars), regia di Geraldine Creed (1996)
- Il viaggio di Felicia (Felicia's Journey), regia di Atom Egoyan (1999)
- The Others, regia di Alejandro Amenábar (2001)
- Disco Pigs, regia di Kirsten Sheridan (2001)
- The Bay of Love and Sorrows, regia di Tim Southam (2002)
- The Truth, regia di George Milton (2006)
- And When Did You Last See Your Father?, regia di Anand Tucker (2007)
- Loft, regia di Erik Van Looy (2014)
- The Program, regia di Stephen Frears (2015)
- Mum's List - La scelta di Kate (Mum's List), regia di Niall Johnson (2016)
- Il prodigio (The Wonder), regia di Sebastián Lelio (2022)
- The Last Kingdom - Sette re devono morire (The Last Kingdom: Seven Kings Must Die), regia di Edward Bazalgette (2023)

### Televisione
- Mission Top Secret - serie TV, episodio 2x01 (1995)
- Il mondo perduto (The Lost World), regia di Stuart Orme - film TV (2001)
- Watermelon, regia di Kieron J. Walsh - film TV (2003)
- Uncle Adolf, regia di Nicholas Renton - film TV (2005)
- Fingersmith, regia di Aisling Walsh - miniserie TV (2005)
- Ghost Squad (The Ghost Squad) - serie TV, 7 episodi (2005)
- A Room with a View, regia di Nicholas Renton - film TV (2007)
- Little White Lie, regia di Nicholas Renton - film TV (2008)
- Harper's Island - serie TV, 13 episodi (2009)
- The Miraculous Year, regia di Kathryn Bigelow - film TV (2011)
- Just Henry, regia di David Moore - film TV (2011)
- The Paradise – serie TV, 16 episodi (2012-2013)
- No Offence – serie TV, 21 episodi (2015-2018)
- Acceptable Risk – miniserie TV, 6 puntate (2017)
- A Discovery of Witches - Il manoscritto delle streghe (A Discovery of Witches) – serie TV, episodi 2x05-2x09 (2021)
- Belgravia: The Next Chapter, regia di John Alexander, Paul Wilmshurst e Marisol Adler – miniserie TV, 8 puntate (2024)

### Cortometraggi
- The Stranger Within Me, regia di Geraldine Creed (1994)

### Video musicali
- The Scientist - Coldplay, in A Rush of Blood to the Head (2002)

## Teatro
- The Lieutenant of Inishmore (2002)
- Scenes from the Big Picture (2002)
- The Crucible (2006)
- There Came a Gypsy Riding (2007)

## Premi
- Geneva Film Festival, miglior attrice promettente (1996)
- Irish Film and Television Awards, miglior attrice (2003)

## Doppiatrici italiane
Nelle versioni in italiano delle opere in cui ha recitato, Elaine Cassidy è stata doppiata da:
- Federica De Bortoli in Ghost Squad, Harper's Island, The Paradise
- Barbara De Bortoli in The Program, No Offence
- Valentina Mari ne Il viaggio di Felicia, Belgravia: The Next Chapter
- Domitilla D'Amico in A Discovery of Witches - Il manoscritto delle streghe
- Chiara Gioncardi in Il prodigio
- Benedetta Degli Innocenti in The Last Kingdom - Sette re devono morire